# 5201 Ferraz-Mello
5201 Ferraz-Mello è un asteroide areosecante. Scoperto nel 1983, presenta un'orbita caratterizzata da un semiasse maggiore pari a 3,1769564 UA e da un'eccentricità di 0,5178242, inclinata di 4,05066° rispetto all'eclittica.